# 平参平
平 参平（たいら さんぺい、本名:橘高 文夫、別名:近松 小二郎、1916年〈大正5年〉11月10日-1986年〈昭和61年〉9月14日）は、日本の喜劇俳優。吉本新喜劇の男優。広島県府中市中須出身。吉本興業所属。岡八朗、花紀京、山田スミ子、木村進、桑原和男らとともに吉本新喜劇の黄金時代を担った看板座長。

## 遍歴
1930年、府中中学（現広島県立府中高校）中退。上京して新派の近江二郎の内弟子を経て、浅草で興行していた女剣劇の不二洋子の一座に入る。榎本健一の舞台を見て、喜劇俳優に憧れる。1942年召集され1945年満州・新京で終戦。シベリア抑留を経て1948年帰国。木下楽劇座の座長となり地方を巡業。
1959年6月、吉本興業に加わり漫才コンビ「平ペット・北村ハッピー」の平ペットとして活躍後に吉本新喜劇に入団、1961年座長となった。若い頃から老け役専門、脇役専門で1968年、吉本新喜劇は平と花紀京、秋山たか志（漫才師の秋山右楽・左楽の右楽の息子）を座長とする三つの組に分かれたが、花紀、秋山が主役を張るのに対して平はあくまで脇にこだわり、新しい才能に主役をやらせて、自らは脇を固めるというパターンを多用し、爺さんキャラの看板座長として不動の地位を築いた。そこから前記、秋山の他、岡八郎、木村進、間寛平、阿吾寿朗らを世に出した。
また白木みのるとのコンビで、「毎度おおきに」などのテレビのコメディ番組や「てなもんや三度笠」などに出演し人気を博した。映画も「無法松の一生」、「座頭市二段斬り」、「喜劇トルコ風呂　王将戦」、「まむしの兄弟　二人合せて30犯」など脇役として多数出演した。右手を力なく振り下ろす動作で発する「いや、そんなこと言うてからに、ホンマにア～ホ～」の定番ギャグや、「ひざが壊れてしもうた」と、片足をカクカクさせて歩き、脚気の検査のように自分でひざを叩くと、足がぴょんと伸びて相手の股間を蹴る動きギャグが有名。面倒見の良い人柄で多くの後輩芸人からも慕われ、多くの吉本興業関係者から身の上相談を受ける存在であったという。
1986年2月、うめだ花月にて『平参平芸能生活50周年記念公演』を行うも、4月に体調不良から交通事故を起こし入院。肝硬変からの肝臓ガンが発覚し、同年9月14日、肝不全のため死去。記念公演から僅か2か月後のうめだ花月・昭和61年4月上席の新喜劇が最後の舞台となった。

## ギャグ
あーほー吉本新喜劇で使われたギャグ。
かなわんわ、もう「小説吉本興業」によれば彼がそう発言すると客が一斉に「アホ！」と叫び平は舞台から落下し独自の足を突っ張らせる動きで舞台に上がり、再び繰り返すと客にウケまくっていたという。

## 出演作
- 映画作品